# هانا تريغويل
هانا تريغويل (بالإنجليزية: Hannah Trigwell)‏ هي مغنية وكاتبة أغاني إنجليزية ولدت في يوم 28 أكتوبر 1990 في مدينة ليدز في إنجلترا، أتقتنت تريغويل العزف على الإيتار وبدأت مشوارها الفني في عمر ال17 في سنة 2007 حيث كانت تبث أغانيها من موقع يوتيوب.

## روابط خارجية
- هانا تريغويل على موقع ميوزك برينز (الإنجليزية)
- هانا تريغويل على موقع ديسكوغز (الإنجليزية)